# Tracey Belbin
Tracey Lee Belbin (Queensland, 24 de junio de 1967) es una exjugadora y entrenadora australiana de hockey sobre césped.

## Trayectoria
Belbin tuvo su debut olímpico en Seúl 1988. En sus primeros Juegos Olímpicos, venció en la final a Corea del Sur y consiguió la primera medalla de oro para su selección. Luego de su retiro como jugadora se convirtió en entrenadora.